# Циская Великая стена

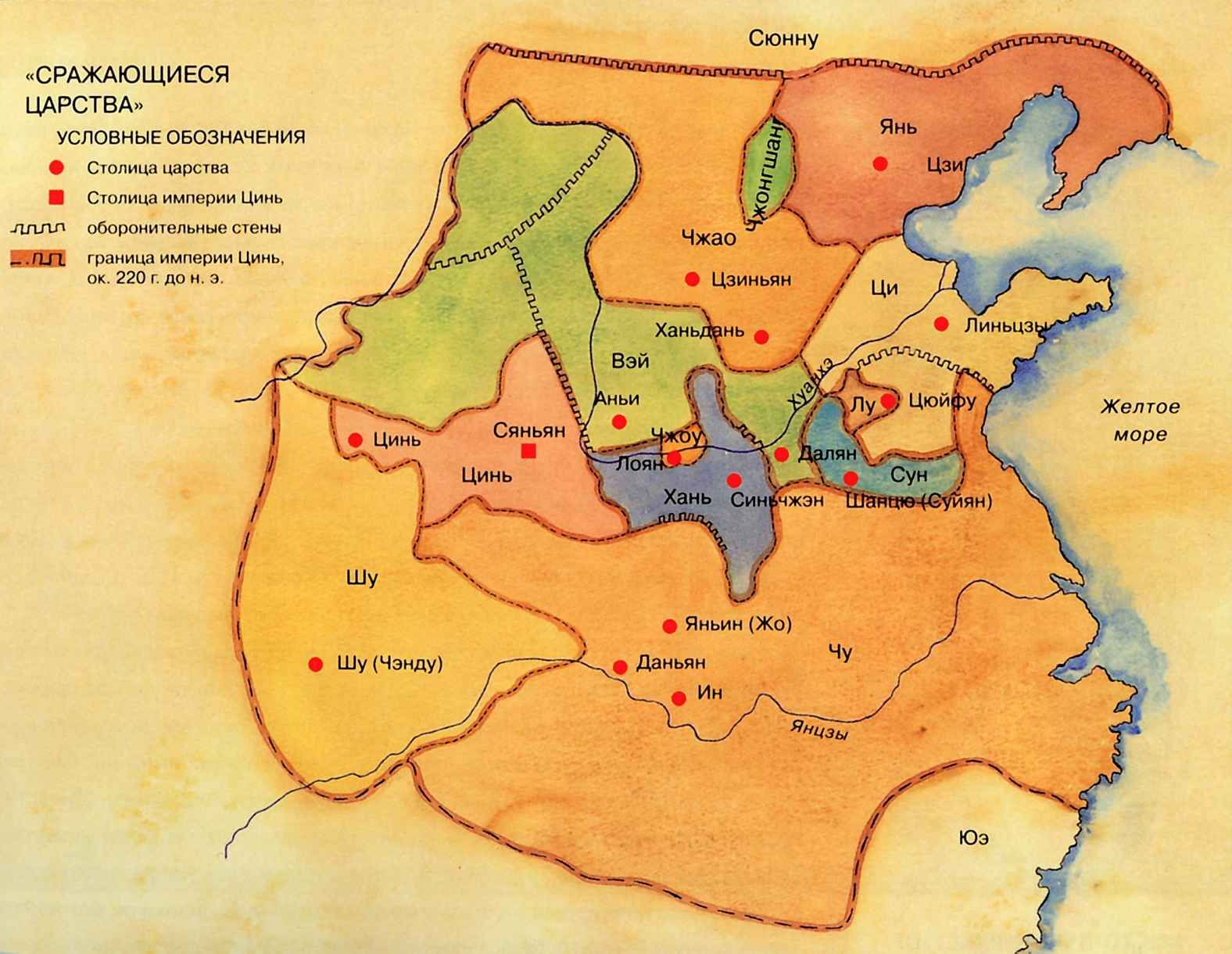
Китай в эпоху Сражающихся царств. На территории царства Ци нанесена Циская Великая стена

Циская Великая стена (кит. трад. 齊長城, упр. 齐长城, пиньинь Qí Chángchéng) — комплекс оборонительных сооружений, построенный в основании Шаньдунского полуострова в VII—V вв. до н. э.. В связи с тем, что этот комплекс сооружений — старейший из существующих в Китае, то его образно называют «отцом Великой стены» (长城之父).

## История

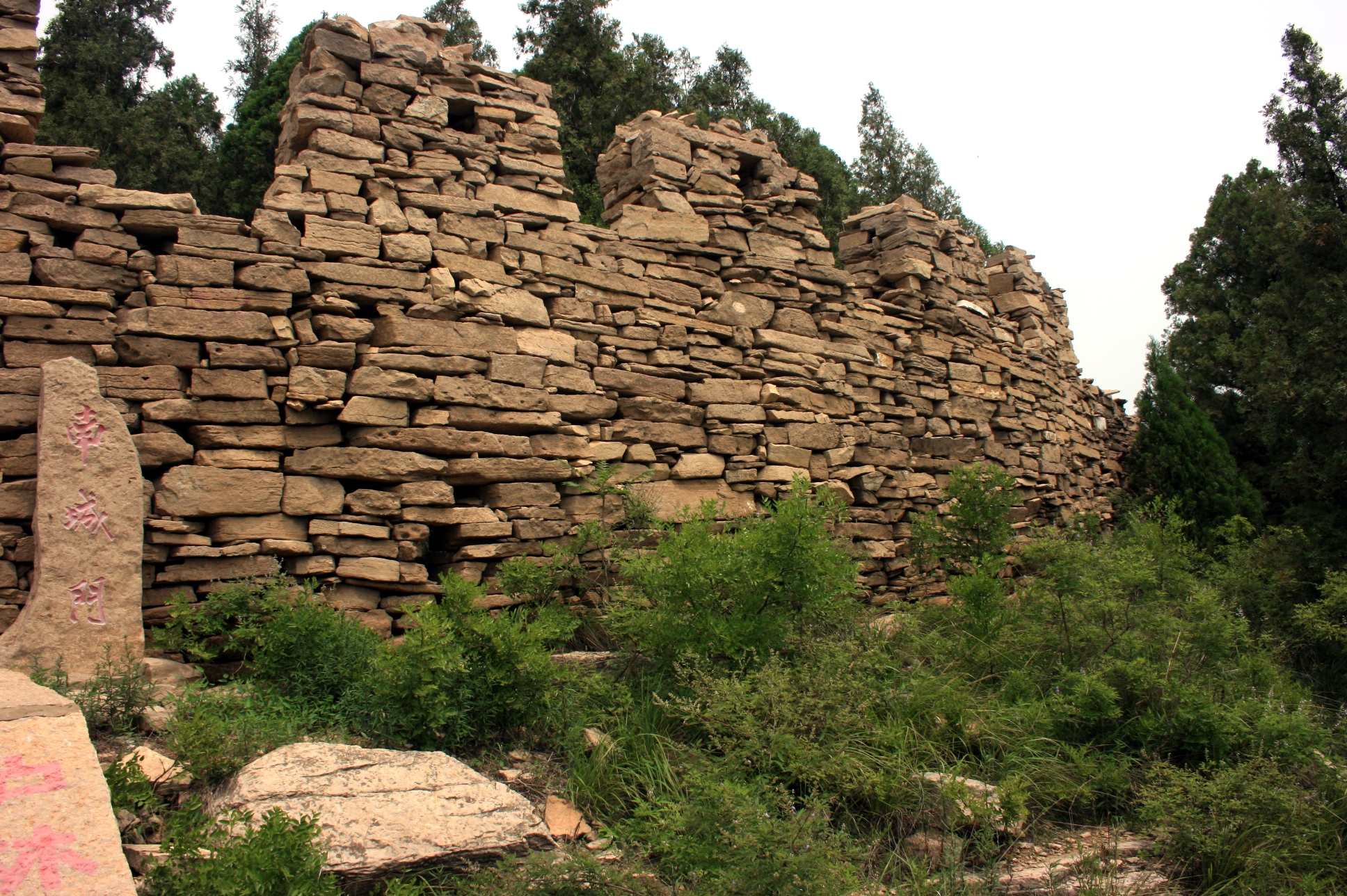
Остатки Циской Великой стены на территории цзинаньского района Чанцин

В XI веке до н. э. на Шаньдунском полуострове возникло царство Ци. В 685 году до н. э. на его южных границах началось строительство цепи оборонительных сооружений, соединённых стеной. Строительство продолжалось вплоть до эпохи Сражающихся царств.
После того, как в III веке до н. э. царство Цинь завоевало все прочие царства Поднебесной, царство Ци, оставшись против него в одиночестве, сдалось без боя и было аннексировано. Земли, на которых была построена Циская Великая стена, оказались внутренними территориями и потеряли военное значение, поэтому оборонительные сооружения были заброшены. Тем не менее, остатки Циской Великой стены сохранились до настоящего времени.

## География
Циская Великая стена проходила от территории современного города субпровинциального значения Цзинань до современного города субпровинциального значения Циндао, через территории современных городских округов Тайань, Цзыбо, Вэйфан, Линьи и Жичжао. Её общая длина достигала 600 км.